# أريك جيمس ستون
أريك جيمس ستون (بالإنجليزية: Eric James Stone)‏‏ (1967 في نيويورك - ) كاتب، وكاتب خيال علمي، وروائي من الولايات المتحدة.